# Cratere Hutton (Marte)
Hutton è un cratere sulla superficie di Marte.
Il cratere è dedicato al geologo scozzese James Hutton.